# Kaduna (rivière)
Cet article concerne la rivière. Pour la ville et l’État, voir Kaduna et État de Kaduna.

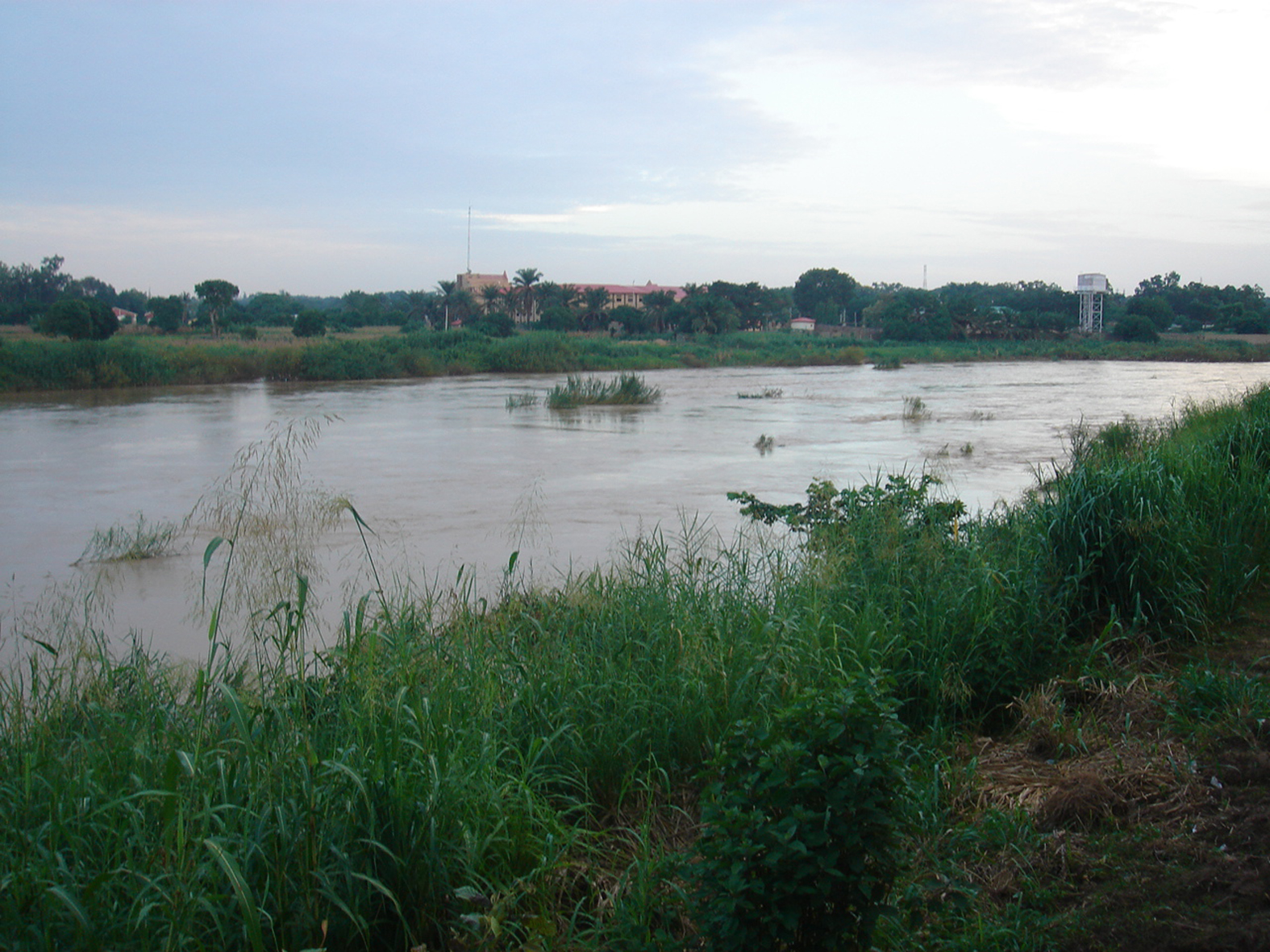
Rivière Kaduna, vue depuis la brise marine, Kaduna, 2007

La rivière Kaduna est un affluent du fleuve Niger qui coule sur 550 km à travers le Nigéria.

## Étymologie
Elle tire son nom des crocodiles qui vivent dans la rivière et ses environs. Dans le dialecte haoussa, kada, signifiant « crocodile ».

## Géographie

### Cours de la rivière
Elle commence dans l'État du Plateau, sur le plateau de Jos, à 29 km au sud-ouest de la ville de Jos, traverse son homonyme, l'État de Kaduna, et sa capitale, Kaduna, et rencontre le fleuve Niger dans l'État du Niger. La majeure partie de son cours traverse une savane boisée ouverte, mais sa partie inférieure a creusé plusieurs gorges au-dessus de son entrée dans les vastes plaines inondables du Niger. .

### Urbanisation
L'urbanisation des rives de la Kaduna modifient progressivement le lit majeur de la rivière ainsi que son cours, cela pouvant accroître le risque d'inondation en cas de crue.
La rivière est utilisée pour la pêche et le transport des produits locaux.

## Pollution
Les déchets urbains et industriels sont associés à des températures élevées et à des concentrations de métaux lourds dans la rivière Kaduna (Arah, 1985). Les déchets industriels non traités qui sont négligemment déversés directement ou indirectement dans les eaux usées de la rivière Kaduna sont considérés comme une source de pollution ,.

## Inondation
En raison des inondations récurrentes à Kaduna, le gouvernement fédéral a mis en place un projet de contrôle des inondations. En 2022, les crues de la rivière Kaduna causent d’importants dégâts matériels aux alentours. En novembre 2022, deux adolescents identifiés comme Zakaria Aliyu Yahaya et Yusuf Abdullahi, âgés de 17 et 16 ans de l'école secondaire publique de Zaria, se seraient noyés alors qu'ils nageaient dans le Kogin Mutuwa à Kaduna.

## Climat
La température annuelle à Kaduna est de 25,2 °C, avec 998 millimètres de précipitations chaque année.
La saison humide est chaude, oppressante et couverte et la saison sèche est chaude et partiellement nuageuse. Il est très difficile de décrire définitivement les étés à Kaduna. La période de janvier, février, marche, mai, juin, juillet, août, septembre, octobre, novembre et décembre est généralement considérée comme la meilleure saison pour les visites de vacances.

## Voir également
- Zungeru